# Symplocos aprilis
Symplocos aprilis är en tvåhjärtbladig växtart som beskrevs av August Brand. Symplocos aprilis ingår i släktet Symplocos och familjen Symplocaceae. Inga underarter finns listade i Catalogue of Life.